# Клобаса фест
Клобаса фест је је међународни туристичко-гастрономски фестивал такмичарског типа, који се сваке године у фебруару организује у Бачком Петровцу. 
Традиционално се сваке године, као централно дешавање фестивала, организују два главна такмичења:
- Такмичење у припреми кобасице
- Такмичење у припреми чварака

## Фестивал

### Пратећи програм
Сам догађај има мноштво пропратних дешавања. Током једног дана фестивала сви пријављени излагачи на својим тезгама промовишу гастрономске специјалитете, рукотворине, фолклорну одећу и мотиве. Уз све то се организује различит забавни саджај у виду наградне томболе, забаве, различитих наступа и музичких приредби које употпуњавају програм фестивала. 

## Такмичарски програм
За централни, такмичарски, део фестивала екипе се за такмичење пријављују унапред и то у форматима Такмичење у припреми кобасице екипе до четири члана и Такмичење у припреми чварака екипе до три члана. 
Организација фестивала такмичарима по пријави и уплати котизације обезбеђује основни материјал за припрему месних специјалитета, штандове, неоходно оруђије и пратећу опрему. Док сами такмичари доносе своје додатке, декор, зачине итд.
Такмичење се завршава проглашењем победника који жири фестивала оцењује на основу више фактора: укуса, изгледа, где се победницима додељују посебне награде.